# Paweł Feliks Sobański
Paweł Feliks Sobański herbu Junosza – podstoli kijowski w latach 1785–1794, podstoli żytomierski w 1785 roku, stolnik różański.
Był komisarzem Sejmu Czteroletniego z powiatu kijowskiego województwa kijowskiego do szacowania intrat dóbr ziemskich w 1789 roku.